# Ballia
Ballia är en stad i den indiska delstaten Uttar Pradesh, och är den administrativa huvudorten för distriktet Ballia. Staden hade 104 424 invånare vid folkräkningen 2011, med förorter 111 487 invånare.